# Pilosocereus floccosus
Pilosocereus floccosus är en kaktusväxtart som först beskrevs av Curt Backeberg och Otto Voll och fick sitt nu gällande namn av Ronald Stewart Byles och Gordon Douglas Rowley. 
Pilosocereus floccosus ingår i släktet Pilosocereus och familjen kaktusväxter.

## Underarter
Arten delas in i följande underarter:
- P. f. floccosus
- P. f. quadricostatus